# Beebe (Arkansas)
Beebe è un comune degli Stati Uniti d'America, situato in Arkansas, nella contea di White.